# Constitution du Bhoutan
 (mai 2024).
La mise en forme du texte ne suit pas les recommandations de Wikipédia : il faut le « wikifier ».
Les points d'amélioration suivants sont les cas les plus fréquents. Le détail des points à revoir est peut-être précisé sur la page de discussion.
- Les titres sont pré-formatés par le logiciel. Ils ne sont ni en capitales, ni en gras.
- Le texte ne doit pas être écrit en capitales (les noms de famille non plus), ni en gras, ni en italique, ni en « petit »…
- Le gras n'est utilisé que pour surligner le titre de l'article dans l'introduction, une seule fois.
- L'italique est rarement utilisé : mots en langue étrangère, titres d'œuvres, noms de bateaux, etc.
- Les citations ne sont pas en italique mais en corps de texte normal. Elles sont entourées par des guillemets français : « et ».
- Les listes à puces sont à éviter, des paragraphes rédigés étant largement préférés. Les tableaux sont à réserver à la présentation de données structurées (résultats, etc.).
- Les appels de note de bas de page (petits chiffres en exposant, introduits par l'outil «  Source ») sont à placer entre la fin de phrase et le point final[comme ça].
- Les liens internes (vers d'autres articles de Wikipédia) sont à choisir avec parcimonie. Créez des liens vers des articles approfondissant le sujet. Les termes génériques sans rapport avec le sujet sont à éviter, ainsi que les répétitions de liens vers un même terme.
- Les liens externes sont à placer uniquement dans une section « Liens externes », à la fin de l'article. Ces liens sont à choisir avec parcimonie suivant les règles définies. Si un lien sert de source à l'article, son insertion dans le texte est à faire par les notes de bas de page.
- La présentation des références doit suivre les conventions bibliographiques. Il est recommandé d'utiliser les modèles {{Ouvrage}}, {{Chapitre}}, {{Article}}, {{Lien web}} et/ou {{Bibliographie}}. Le mode d'édition visuel peut mettre en forme automatiquement les références.
- Insérer une infobox (cadre d'informations à droite) n'est pas obligatoire pour parachever la mise en page.

Pour une aide détaillée, merci de consulter Aide:Wikification.
Si vous pensez que ces points ont été résolus, vous pouvez retirer ce bandeau et améliorer la mise en forme d'un autre article.
La Constitution du Bhoutan (en dzongkha : འབྲུག་གི་རྩ་ཁྲིམས་ཆེན་མོ་; en wylie : 'Druk-gi cha-thrims-chen-mo) a été promulguée le 18 juillet 2008. par le gouvernement royal du Bhoutan, après un travail de sept ans mené par l'administration et les agences gouvernementales, dans un contexte de réformes démocratiques croissantes au Bhoutan. La Constitution actuelle s'inspire de la philosophie bouddhiste, des conventions internationales relatives aux droits de l'homme, de l'analyse comparative de 20 autres constitutions modernes, de l'opinion publique et des lois, autorités et précédents existants. Selon la princesse Sonam Wangchuck, le comité constitutionnel a été particulièrement influencé par la Constitution sud-africaine en raison de sa forte protection des droits de l'homme.

## Contexte
Le 4 septembre 2001, dans un commandement royal, le roi du Bhoutan Jigme Singye Wangchuck informe le Lhengye Zhungtshog (Conseil des ministres ou Cabinet), le juge en chef et le président du Conseil consultatif royal de la nécessité d'élaborer une constitution formelle pour le royaume du Bhoutan. Le roi y exprimait le souhait qu'un projet de Constitution voit le jour.
Auparavant, le Bhoutan n'avait pas de Constitution formelle et il était estimé que tous les principes et dispositions d'une constitution étaient couverts par les diverses lois écrites et législations qui guidaient les actions du roi et le fonctionnement du gouvernement royal, du pouvoir judiciaire et de l'Assemblée nationale du Bhoutan.
Néanmoins, « le pays et la population ayant atteint un haut niveau de développement et de maturité politique », le moment était venu, selon le pouvoir royal, d'élaborer une Constitution formelle pour le royaume du Bhoutan.
Pour la rédaction de cette constitution, le gouvernement royal du Bhoutan nomma le constitutionnaliste indien K. K. Venugopal en tant que conseiller constitutionnel,.
Cette constitution, selon le pouvoir royal, devait promouvoir et protéger le bien-être présent et futur du peuple et du pays. Dans un commandement royal. Dans son commandement royal, le roi déclarait que la Constitution devait ainsi doit garantir que le Bhoutan dispose d'un système politique qui assurera la paix et la stabilité, mais également renforcer et sauvegarder la sécurité et la souveraineté du Bhoutan.
Un comité chargé de rédiger la Constitution du royaume du Bhoutan est alors créé afin de comprendre des représentants du gouvernement, des membres de l'Assemblée nationale et des citoyens éminents bien qualifiés, ayant une bonne compréhension des lois du Bhoutan et qui seraient en mesure de contribuer à la rédaction.
Le 30 novembre 2001, le début de la rédaction de la Constitution est inaugurée par une cérémonie présidée par le roi. En 2005, le gouvernement royal distribua des copies du projet parmi les fonctionnaires et les gouvernements locaux afin de recevoir les commentaires des citoyens.
La Constitution est enfin promulguée le 18 juillet 2008.

## Dispositions de la Constitution du Bhoutan
Les dispositions de la Constitution du Bhoutan apparaissent ci-dessous, regroupées par ordre thématique pour la commodité du lecteur.

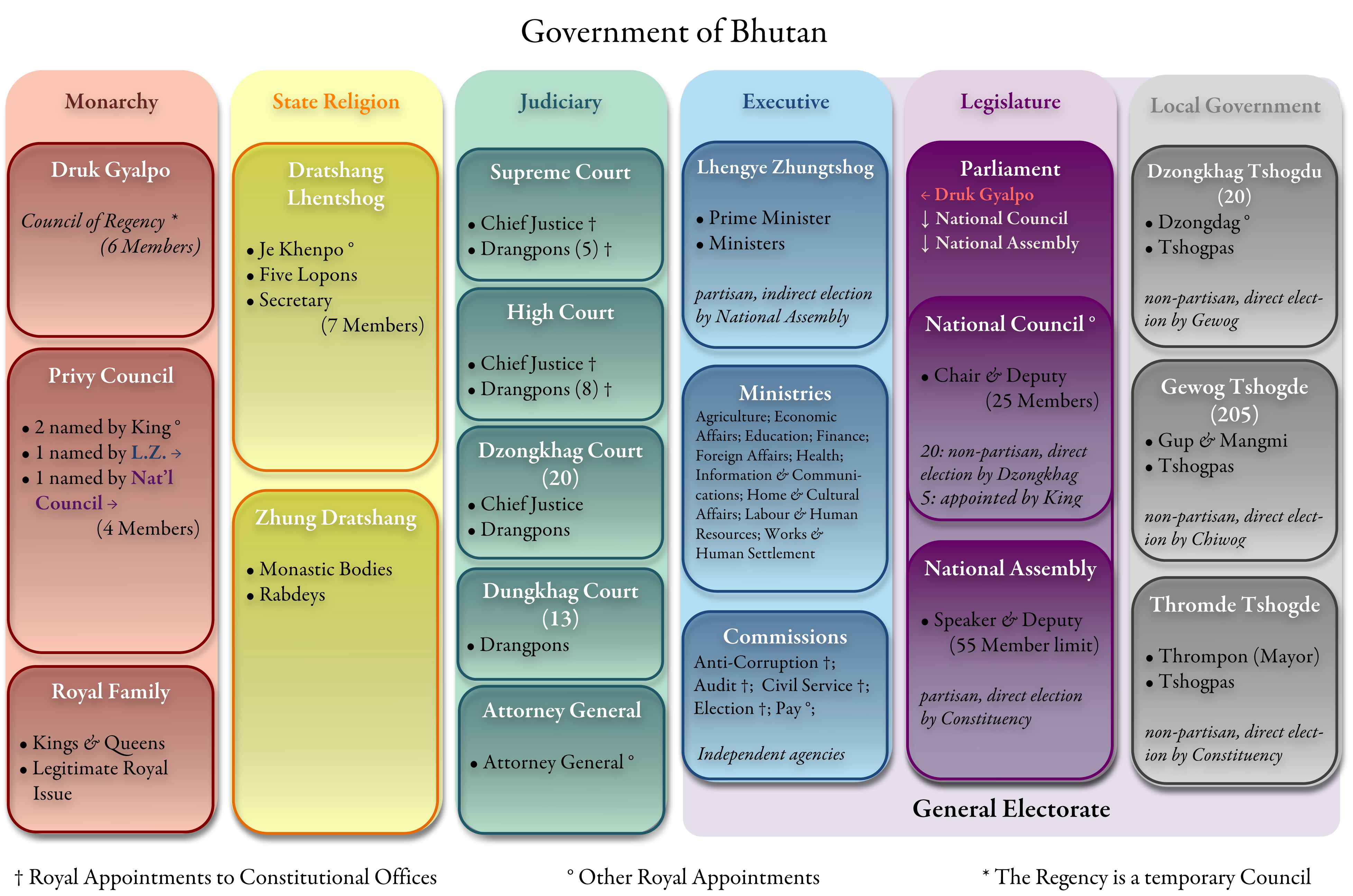
Gouvernement du Bhoutan selon la Constitution de 2008

### Dispositions fondamentales
La Constitution définit le royaume du Bhoutan comme une monarchie constitutionnelle démocratique appartenant au peuple du royaume. Le territoire du Bhoutan est divisé en 20 Dzongkhags (districts), chacun étant composé de Gewogs (comtés) et de Thromdes (municipalités). Le dzongkha est la langue nationale du Bhoutan et la fête nationale du Bhoutan est le 17 décembre (articles 1.1 - 1.8).
La Constitution est la loi suprême de l'État (article 1.9) et affirme l'autorité de la jurisprudence, inscrivant le régime juridique du Bhoutan dans une tradition de common law (article 1.10).
La Cour suprême du Bhoutan est la gardienne de la Constitution et l'autorité suprême en matière d'interprétation (article 1.11).
La Constitution prévoit également la séparation des pouvoirs exécutifs, législatifs et judiciaires (article 1.13).
Enfin, la Constitution contient des principes originaux, comme la disposition selon laquelle les droits sur les ressources naturelles (ressources minérales, rivières, lacs et forêts) appartiennent à l'État et sont donc la propriété de l'État et réglementés par la loi (article 1.12), mais également l'affirmation d'un principe de limitation des charges dans le temps, en obligeant une retraite pour la plupart des fonctionnaires après l'âge de 65 ans, comme pour les magistrats (article 21.6), et l'ensemble des offices constitutionnels (articles 25.3, 26.3 et 27.3) ; en limitant l'éligibilité pour les charges électives des citoyens à l'âge de 65 ans (article 25.3) ; et en consacrant la non-rééligibilité des titulaires des offices constitutionnels (article 31.4).
Ce principe de limitation des charges dans le temps s'applique également au titre de roi du Bhoutan qui doit abdiquer en faveur de son héritier ou héritière si celui-ci ou celle-ci a atteint l'âge de 21 ans (article 2.6).

### La monarchie et la famille royale

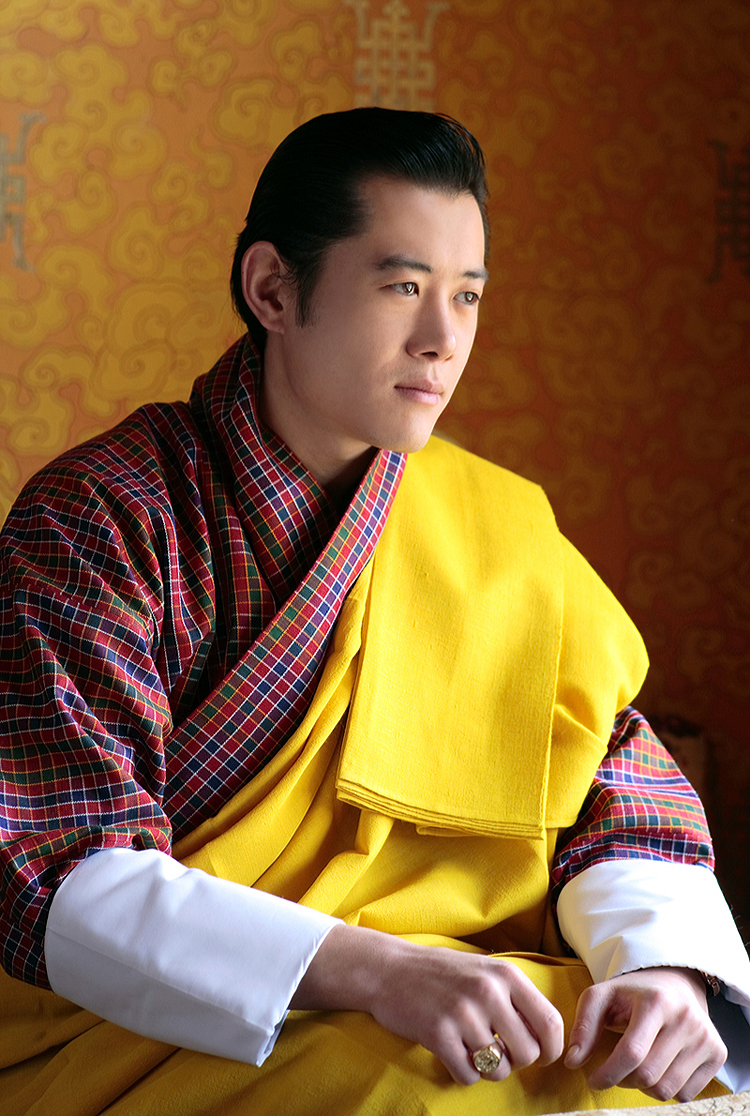
Monarque régnant, le Druk Gyalpo Jigme Khesar Namgyel Wangchuck

#### LeDruk Gyalpo, le souverain du Bhoutan
La Constitution consacre l'institution de la monarchie. Le Druk Gyalpo (roi du Bhoutan) est le chef de l'État et le symbole de l'unité du royaume et du peuple bhoutanais (article 2.1).
Il incarne également le « Chhoe-sid-nyi » (un système dual politico-religieux) du Bhoutan, en tant que roi bouddhiste, concentrant ainsi le pouvoir religieux et le pouvoir politique, le pouvoir temporel et le pouvoir spirituel (article 2.2). Toutefois, bien que la religion officielle soit le bouddhisme, le roi est protecteur de toutes les religions du Bhoutan (article 3.2).
Le roi est aussi commandant en chef suprême des forces armées et de la milice du Bhoutan (article 28.1).
De plus, le roi dispose d'une immunité et n'a pas à répondre de ses actes devant une cour. Sa personne est sacrosainte (article 2.15). Cependant, la Constitution mentionne que le roi a un mandat de protection et de garant de la Constitution, « dans le meilleur intérêt et pour le bien-être du peuple du Bhoutan » (article 2.18). En outre, la Constitution prévoit, dans l'éventualité où le roi violerait la Constitution, des procédures d'abdication forcée (article 2.20).
La Constitution donne droit au roi et à la famille royale à des rentes de l'État conformément à la loi adoptée par le Parlement ; à tous les droits et privilèges, y compris la fourniture de palais et de résidences à usage officiel et personnel ; et à l'exonération d'impôt sur la rente royale et les propriétés (article 2.13). La Constitution limite également l'appartenance à la famille royale aux monarques régnants et passés, à leurs reines et à leurs enfants royaux nés d'un mariage légal (article 2.12).
L'article 2, section 26, dispose que le Parlement ne peut pas légiférer ni exercer ses pouvoirs pour modifier les dispositions concernant la monarchie et le gouvernement du Bhoutan en tant que « monarchie constitutionnelle démocratique », sauf par le biais d'un référendum national (article 2.26).

#### Prérogatives royales
En vertu de la Constitution, le roi, dans l'exercice de ses prérogatives royales (et en tant que chef de l'État), « favorise la bonne volonté et les bonnes relations avec d'autres pays en recevant des invités d'État et en effectuant des visites d'État dans d'autres pays » (article 2.17).
Le roi peut également décerner des titres, décorations, « dar pour Lhengye » et « Nyi-Kyelma » (conférant un foulard rouge de rang et d'honneur avec le titre de « Dasho ») conformément à la tradition et à la coutume (article 2.16).
Parmi les prérogatives royales figurent également l'octroi de la citoyenneté, l'amnistie, la grâce et la réduction des peines ; et ainsi que les terres « kidu » et autres « kidus », représentant des avantages divers. (article 2.16).
En matière de loi, le roi peut, par prérogative royale, ordonner que des projets de loi et d'autres mesures soient présentés au Parlement (article 2.16). En outre, les projets de loi du Parlement peuvent faire l'objet d'un veto et d'une modification par le souverain, qui doit également donner son accord aux projets de loi de nouveau présentés après une séance et une délibération conjointe, sont en fin de compte soumis au veto et à la modification du roi, mais celui-ci doit donner son accord aux projets de loi soumis à nouveau après séance et délibération conjointes (articles 23.6 - 23.11). Le roi peut également exercer des pouvoirs « relatifs aux matières qui ne sont pas prévues par la présente Constitution ou d'autres lois » (article 2.16).

#### Succession et retraite

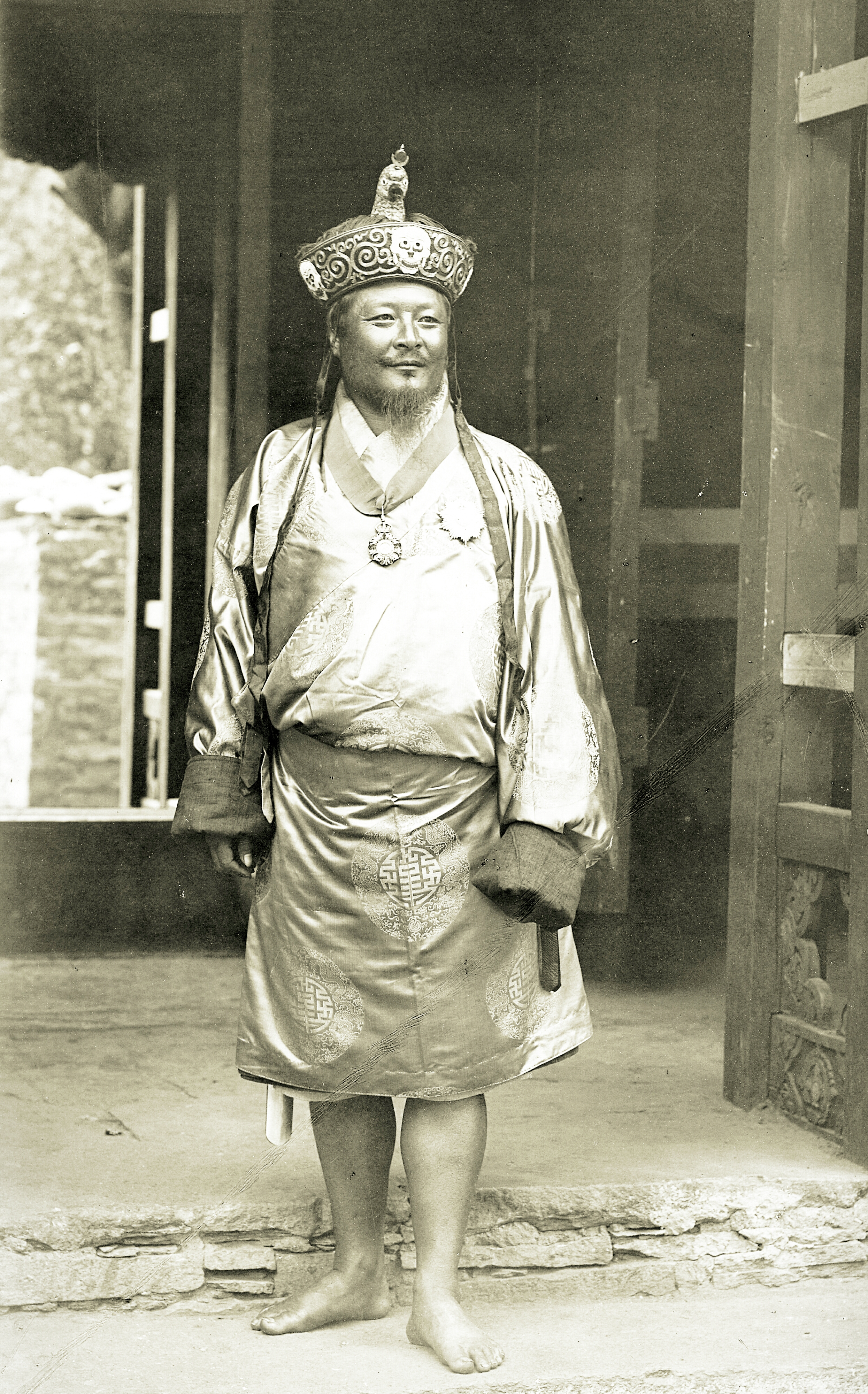
Druk Gyalpo Ugyen Wangchuck, fondateur de la dynastie Wangchuck

La Constitution établit la loi de succession du Trône d'Or du Bhoutan. En vertu de cette section, l'accession au trône appartient aux descendants légitimes du roi Ugyen Wangchuck, couronné le 17 décembre 1907 (article 2.3). Le titre ne peut être transmis qu'aux enfants nés d'un mariage légal, par succession héréditaire aux descendants en ligne directe par ordre d'ancienneté lors de l'abdication ou du décès du roi (article 2.3).
À l'âge de 65 ans, le roi doit se retirer en faveur du prince héritier ou de la princesse héritière, à condition que l'héritier royal ait atteint l'âge de 21 ans (article 2.6).
Il existe une préférence déclarée pour qu'un prince ait préséance sur une princesse, mais ceci est sujet à l'exception que s'il y a « des défauts chez le prince aîné, c'est le devoir sacré du roi de sélectionner et de proclamer le prince ou la princesse la plus capable » en tant qu'héritier du trône (article 2.3). C'est un exemple de loi de semi-primogéniture masculine. Le titre de trône peut également être transmis à l'enfant de la reine qui est enceinte au moment du décès du roi s'il n'existe aucun héritier direct (article 2.3).
S'il n'y a pas d'héritiers directs actuels ou potentiels, le titre passe à la lignée collatérale la plus proche des descendants du roi conformément au principe de la descendance en ligne directe, la préférence étant donnée à l'aîné par rapport au cadet (article 2.3). Le titre ne peut jamais être transmis aux enfants incapables d'exercer les prérogatives royales en raison d'une infirmité physique ou mentale, ni à toute personne dont le conjoint est une personne autre qu'un citoyen naturel du Bhoutan (article 2.3).
Le successeur au trône reçoit le dar (une écharpe qui symbolise l'attribution d'un rang), entreposé dans le Machhen (la sainte relique du Shabdrung Ngawang Namgyal, l'unificateur du Bhoutan au XVIIe siècle), au dzong de Punakha et est couronné sur le Trône d'Or (article 2.4). Lors de l'accession du roi au trône, les membres de la famille royale, les membres du Parlement et les titulaires de charges nécessitant une nomination par le roi doivent prêter serment d'allégeance au nouveau souverain (article 2.5).

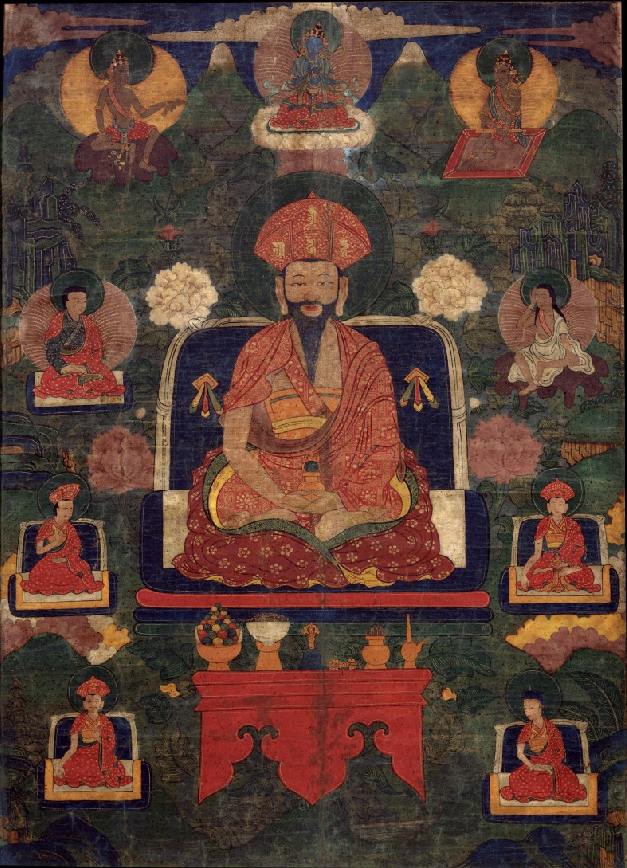
Shabdrung Ngawang Namgyal, l'unificateur du Bhoutan

#### Régence
La Constitution affirme l'institution de la monarchie. Le Druk Gyalpo (titre de roi du Bhoutan) est le chef de l'État et le symbole de l'unité du royaume et du peuple du Bhoutan.
La Constitution établit le « Chhoe-sid-nyi » (système dual politico-religieux) du Bhoutan et l'affirme comme unifié dans la personne du roi qui, en tant que bouddhiste, est ainsi le défenseur du Chhoe-sid (la coexistence entre religion et politique, entre le temporel et le spirituel) (article 2.2). La Constitution affirme toutefois que la religion doit se placer au-delà de la politique (article 3.3). Bien que la religion majoritaire et officielle du royaume soit le bouddhisme tibétain, affirmé comme héritage spirituel par la Constitution (article 3.1), le roi est le protecteur de toutes les religions du Bhoutan (article 3.2).
Le roi est également le commandant en chef suprême des forces armées et de la milice du Bhoutan (article 28.1).
Il n'est pas responsable devant un tribunal de ses actes et sa personne est sacro-sainte (article 2.15). Cependant, le roi a pour mandat de protéger et de faire respecter la Constitution « dans le meilleur intérêt et pour le bien-être du peuple du Bhoutan » (article 2.18). En outre, il existe des dispositions constitutionnelles prévoyant l'abdication involontaire en cas de violation de la Constitution par ce dernier (article 2.20).
Le conseil de régence cesse d'exister lorsque le successeur du trône atteint l'âge de 21 ans, ou lorsque le Roi reprend l'exercice de ses prérogatives. Une notification doit alors être effectuée par Proclamation. Toutefois, dans le cas où le roi retrouverait la capacité d'exercer, un avis est également donné à cette effet par résolution du Parlement (article 2.11).
Le Conseil de Régence exerce collectivement les prérogatives royales et les pouvoirs dévolus au roi. Ce conseil est composé de 6 membres : un membre haut placé de la famille royale nommé par le Conseil privé (ci-dessous), le Premier ministre, le juge en chef du Bhoutan, le président de l'Assemblée, le président du Conseil national et le chef du parti d’opposition (article 2.8).

#### Conseil privé
La Constitution établit un Conseil privé de quatre personnes, composé de deux membres nommés par le roi, d'un membre nommé par le Lhengye Zhungtshog (Conseil des ministres) et d'un membre nommé par le Conseil national (article 2.14).
Le Conseil privé est responsable de : 
- toutes les questions relatives aux privilèges et à la conduite du roi et de la famille royale ;
- donner des conseils au roi sur les questions concernant la couronne et la famille royale ;
- toutes les questions relatives aux propriétés de la Couronne ;
- et toute autre question qui peut être commandée par le roi.

#### Nominations royales
En vertu de l'article 2, section 19, le roi nomme un nombre important de hauts fonctionnaires du gouvernement : les magistrats, l'auditeur général et les présidents des commissions de lutte contre la corruption, de la fonction publique et électorale (article 2.19).
Le roi nomme la plupart des membres du pouvoir judiciaire supérieur : le juge en chef du Bhoutan et les Drangpons (juges associés) de la Cour suprême ; le juge en chef et les Drangpons de la Haute Cour. Ces nominations judiciaires sont faites parmi les pairs des postes vacants, les jeunes mais aussi les éminents juristes disponibles, en consultation avec la Commission judiciaire nationale (ci-dessous) (articles 21.4, 21.5, 21.11 et 21.12).
Le roi nomme également, à partir de listes de noms proposés conjointement par le Premier ministre, le juge en chef du Bhoutan, le président de l'Assemblée, le président du Conseil national et le chef du parti d'opposition, quatre charges hautes charges gouvernementales : le président et les autres membres de la Commission électorale (article 24.2) ; le Contrôleur général royal (article 25.2) ; le président et les autres membres de la Commission royale de la fonction publique (article 26.2) ; ainsi que le président et les autres membres de la Commission de lutte contre la corruption (article 27.2). La durée de chacun de ces postes est de 5 ans. Les règles qui régissent ces fonctions sont également présentes dans le Bhutanese Audit Act, le Bhutanese Civil Service Act, le Bhutanese Anti-Corruption Act et le Attorney General Act.
Le roi est aussi amené à nommer certaines charges autres celles d'officiers constitutionnels sur avis d'autres organes (article 2.19). Il nomme les chefs des forces de défense à partir d'une liste de noms proposée par le Conseil de promotion du service. Le roi nomme le procureur général du Bhoutan, le président de la Commission des salaires, le gouverneur de la Banque centrale du Bhoutan, le secrétaire du Cabinet et les ambassadeurs et consuls du Bhoutan sur la recommandation du Premier ministre. Le roi nomme également des Dzongdags à la tête des gouvernements locaux et d'autres secrétaires du gouvernement sur recommandation du Premier ministre qui obtient les nominations de la Commission royale de la fonction publique sur la base du mérite et de l'ancienneté et conformément aux autres règles et réglementations pertinentes. Le roi nomme aussi le secrétaire général des chambres sur recommandation de la Commission royale de la fonction publique, ainsi que 2 des 4 membres du Conseil privé.
Le roi nomme enfin le Je Khenpo (ci-dessous) chef spirituel du Bhoutan (article 3.4).

#### Abdication volontaire et involontaire
La Constitution prévoit le droit matériel et procédural pour deux voies d'abdication pour les monarques régnants : une abdication volontaire et une abdication involontaire.
Comme indiqué ci-dessus, le roi peut tout d'abord renoncer à l'exercice des prérogatives royales, et cet abandon peut être temporaire (article 2.7).
Le roi peut également être forcé à abdiquer en cas de violation délibérée de la Constitution ou en cas de handicap mental permanent (articles 2.20 - 2.25). L’un ou l’autre doit faire l’objet d’une motion adoptée par une séance conjointe du Parlement. La motion d'abdication doit être soumise pour discussion lors d'une séance conjointe du Parlement (présidée par le juge en chef du Bhoutan) si au moins les ⅔ du nombre total de membres du Parlement soumettent une telle motion en indiquant son fondement et ses motifs. Le roi peut répondre à la motion par écrit ou en s'adressant à la séance commune du Parlement en personne ou par l'intermédiaire d'un représentant.
Si, lors d'une telle séance conjointe du Parlement, au moins ¾ du nombre total de membres du Parlement adoptent la motion d'abdication, alors une telle résolution est soumise au peuple lors d'un référendum national pour être approuvée ou rejetée. Si le référendum national est réussi dans tous les Dzongkhags du royaume, le roi doit abdiquer en faveur de l'héritier présomptif.

### Patrimoine du Bhoutan

#### Bouddhisme

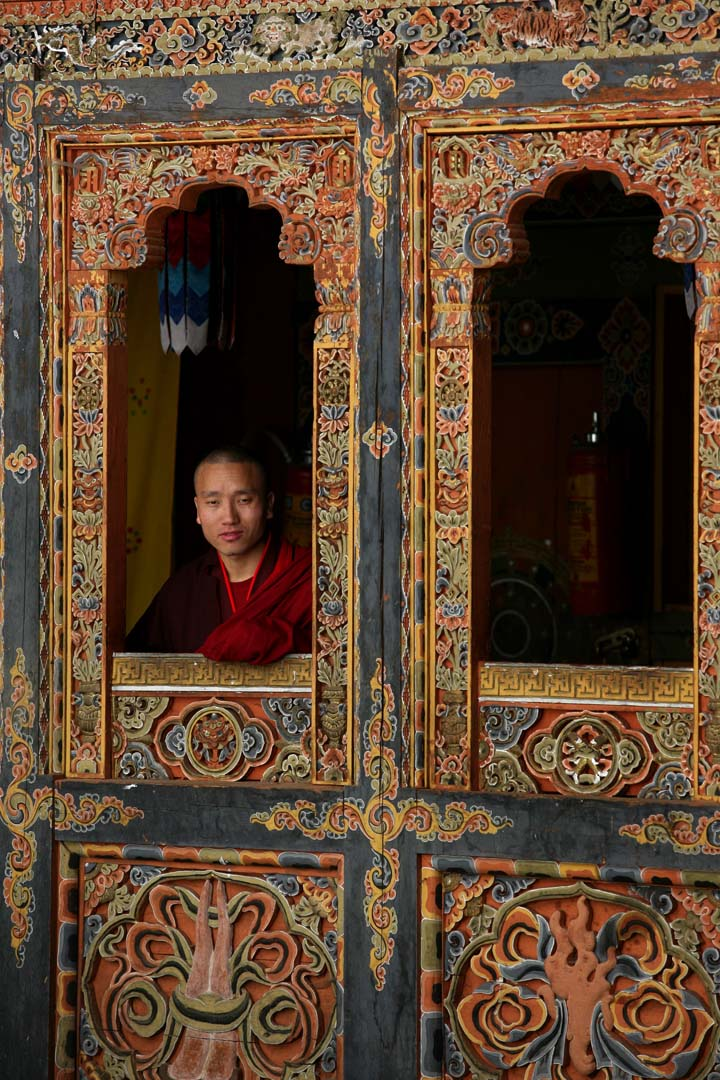
Moine bouddhiste bhoutanais regardant par la fenêtre d'un monastère.

La Constitution déclare que le bouddhisme est l'héritage spirituel du Bhoutan (article 3.1). Le bouddhisme est décrit comme promouvant les principes et les valeurs de paix, de non-violence, de compassion et de tolérance. La Constitution confère aux institutions et personnalités religieuses la responsabilité de promouvoir l'héritage spirituel du Bhoutan tout en garantissant que « la religion reste séparée de la politique au Bhoutan ». Les institutions et personnalités religieuses sont explicitement tenues de rester au-dessus de la politique (article 3.3). La seule exception constitutionnelle est le roi sous le Chhoe-sid-nyi (système dual politico-religieux) (article 2.2). Ainsi, bien que la religion et la politique soient officiellement séparées, la lignée bouddhiste Drukpa est la religion d'État du Bhoutan.
Le roi nomme le Je Khenpo sur recommandation des Cinq Lopons (enseignants) (article 3.4). Le Je Khenpo doit être un moine érudit et respecté, ordonné conformément à la tradition Druk-lu, et possédant les neuf qualités d'un maître spirituel et accompli en ked-dzog (étapes de développement et d'achèvement dans la pratique du Vajrayana).
Le Je Khenpo nomme, quant à lui, sur recommandation du Dratshang Lhentshog (Commission pour les affaires monastiques), les Cinq Lopons parmi les moines possédant également les neuf qualités d'un maître spirituel et accomplis en ked-dzog (article 3.5).
Les membres du Dratshang Lhentshog comprennent 7 personnes : le Je Khenpo en tant que président ; les Cinq Lopons du Zhung Dratshang (Corps Monastique Central) ; et le secrétaire du Dratshang Lhentshog qui est fonctionnaire (article 3.6). Les Zhung Dratshang et les Rabdeys (corps monastiques des dzongs autres que Punakha et Thimphu) doivent recevoir des fonds adéquats et d'autres équipements de l'État (article 3.7).

#### Culture du Bhoutan

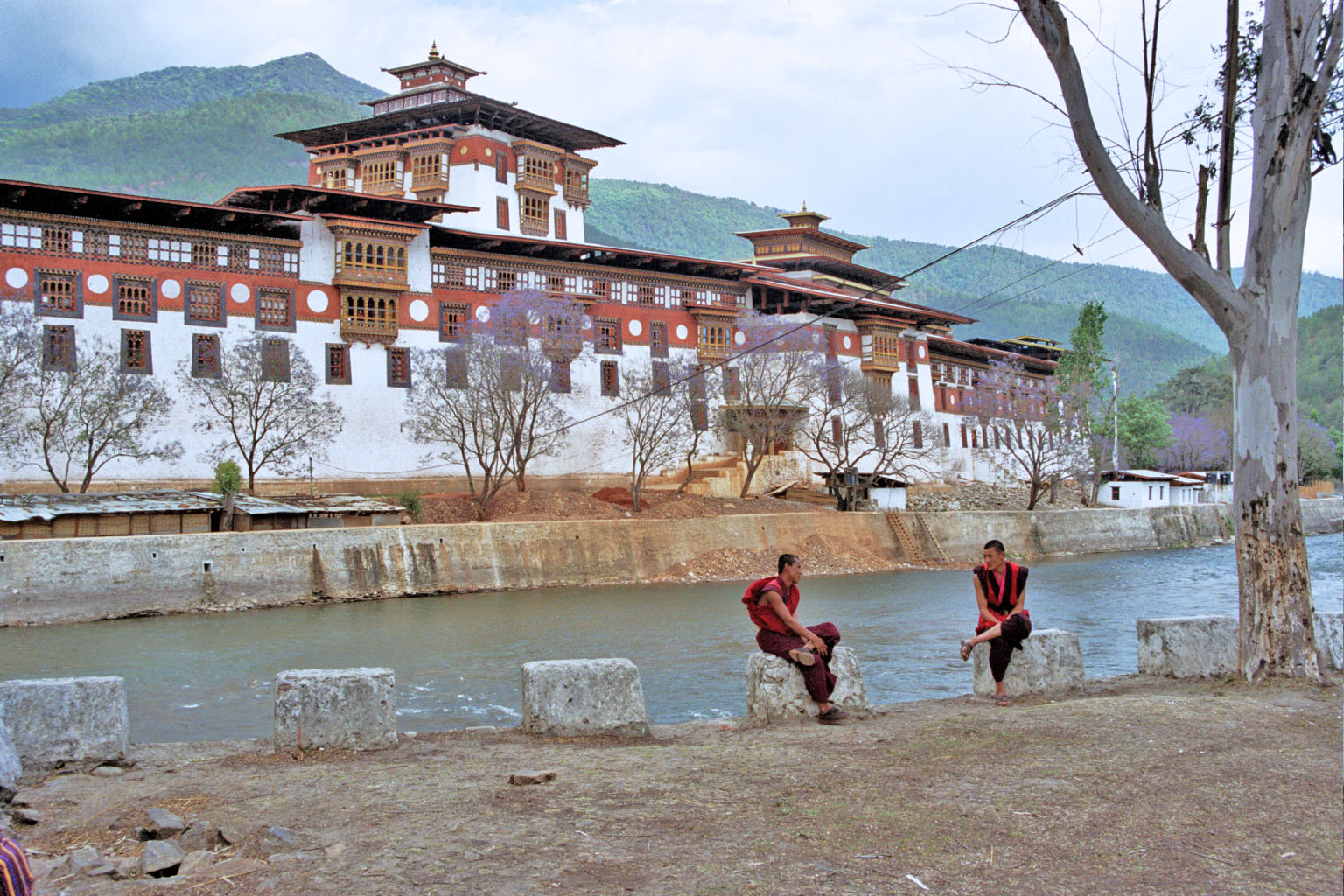
Pungtang Dechen Photrang Dzong et le Mo Chhu

La Constitution codifie la culture bhoutanaise en termes juridiques. L'État doit s'efforcer de préserver, protéger et promouvoir le patrimoine culturel du pays, notamment les monuments, lieux et objets d'intérêt artistique ou historique, les Dzongs (forteresses), les Lhakhangs (monastères), les Goendeys (communautés monastiques), les Ten-sum (images, écritures et stupas sacrés), les Nyes (sites de pèlerinage sacrés), la langue, la littérature, la musique, les arts visuels et la religion pour enrichir la société et la vie culturelle des citoyens (article 4.1).
Elle doit également reconnaître la culture comme une force dynamique en évolution et s’efforcer de renforcer et de faciliter l’évolution continue des valeurs et des institutions traditionnelles qui sont durables en tant que société progressiste (article 4.2). L'État doit enfin conserver et encourager la recherche sur les arts, les coutumes, les savoirs et la culture « locaux » (article 4.3).
Dans cette objectif, la Constitution autorise le Parlement à promulguer toute législation nécessaire pour faire avancer la cause de l'enrichissement culturel de la société bhoutanaise (article 4.4).

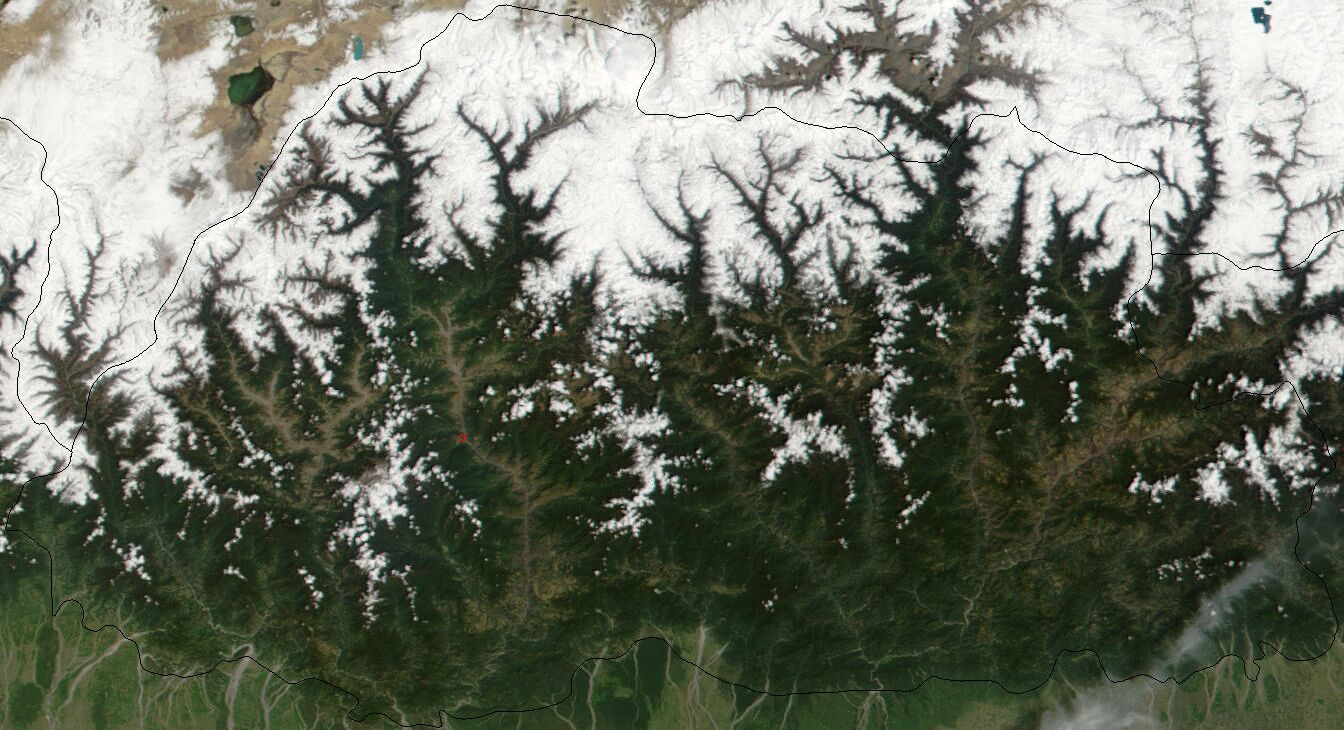
Image satellite du Bhoutan en avril 2002

Le gouvernement lui-même s'engage, au travers de la Constitution, à protéger, conserver et améliorer l'environnement vierge et à sauvegarder la biodiversité du pays ; prévenir la pollution et la dégradation écologique; assurer un développement durable écologiquement équilibré tout en promouvant un développement économique et social justifiable ; et garantir un environnement sûr et sain (article 5.2). À cette fin, il doit garantir qu'au moins 60% de la superficie totale du Bhoutan sera maintenue à jamais en forêt (article 5.3).
Le Parlement peut adopter une législation environnementale pour garantir une utilisation durable des ressources naturelles, maintenir l'équité intergénérationnelle et réaffirmer les droits souverains de l'État sur ses propres ressources biologiques (article 5.4). Il peut également déclarer n'importe quelle partie du pays comme parc national, réserve faunique, réserve naturelle, forêt protégée, réserve de biosphère, bassin versant critique et toute autre catégorie méritant une protection (article 5.5).

### Citoyenneté
Deuxièmement, les « citoyens enregistrés » sont ceux qui peuvent prouver leur domicile au Bhoutan avant le 31 décembre 1958 en montrant leur enregistrement dans les registres officiels du gouvernement du Bhoutan (article 6.2).
Troisièmement, les «citoyens naturalisés» sont ceux qui ont demandé et obtenu leur naturalisation. La naturalisation exige que les candidats aient résidé légalement au Bhoutan pendant au moins 15 ans ; qu'ils n'aient aucun casier judiciaire mentionnant un emprisonnement pour des infractions pénales à l'intérieur ou à l'extérieur du pays ; qu'ils puissent parler et écrire le dzongkha ; qu'ils aient une bonne connaissance de la culture, des coutumes, des traditions et de l'histoire du Bhoutan ; et qu'ils n'aient aucune trace d'avoir parlé ou agi contre les Tsawa-sum, les trois refuges, éléments fondamentaux du bouddhisme. Ils doivent également renoncer à la citoyenneté, le cas échéant, d'un État étranger après avoir obtenu la citoyenneté bhoutanaise et prêter un serment solennel d'allégeance à la Constitution (article 6.3). L'octroi de la citoyenneté par naturalisation prend effet par un Kasho royal (ordre écrit du roi (article 6.4).
La Constitution interdit la double nationalité. Si les citoyens du Bhoutan acquièrent une autre citoyenneté, leur citoyenneté bhoutanaise prend fin (article 6.5).
La Constitution confère enfin au Parlement le pouvoir de réglementer toutes les questions relatives à la citoyenneté, sous réserve des lois en la matière (article 6.6).

### Droits fondamentaux
L'article 7 de la Constitution est consacré aux droits fondamentaux, qu'elle garantit diversement à toutes les personnes et aux citoyens du Bhoutan.

#### Les libertés et droits fondamentaux, les droits sociaux et collectifs
Elle garantit tout d'abord au citoyen un grand nombre de libertés et droits fondamentaux :
- Tous les citoyens du Bhoutan ont le droit à la vie, à la liberté et à la sécurité et ils ne peuvent être privés de ces droits, sauf conformément à la loi (article 7.1) ;
- La liberté d'expression et d'opinion (article 7.2) ;
- La liberté de pensée, de conscience et de religion, nul ne pouvant être forcé d’appartenir à une autre religion par la contrainte ou par l’incitation (article 7.4) ;
- La liberté de la presse, de la radio et de la télévision ainsi que d'autres formes de diffusion de l'information, y compris électronique (article 7.5) ;
- Le droit de vote (article 7.6) ;
- La liberté de mouvement et de résidence au Bhoutan (article 7.7) ;
- Le droit à un égal accès au service public et d'accéder à la fonction publique (article 7.8) ;
- Le droit de propriété, tout citoyen étant en droit de posséder (article 7.9) et nul ne pouvant être privé de propriété, sauf pour cause d'utilité publique et moyennant le paiement d'une juste indemnité conformément aux dispositions de la loi (article 7.14) ;
- Les citoyens sont égaux devant la loi et ont droit à obtenir une protection égale et efficace de la loi (article 7.15) ;
- L'interdiction des discriminations fondées sur la race, le sexe, la langue, la religion, la politique ou tout autre statut (article 7.15) ;
- Le droit à la présomption d'innocence, lorsqu'un citoyen est accusé d'une infraction pénale (article 7.16).
- L'interdiction de la torture et des peines cruelles, inhumaines ou dégradantes (article 7.17) ;
- L'interdiction de la peine capitale (article 7.18) ;
- La protection contre les atteintes à la vie privée et familiale (article 7.19) ;
- La protection contre les atteintes illégales à l'honneur et à la réputation de la personne (article 7.19) ;
- La protection contre les arrestations ou détentions arbitraires (article 7.20) ;
- Le droit à l'assistance d'un avocat, tout citoyen ayant le droit de consulter d'être représenté par un avocat (jabmi) (article 7.21).

La Constitution vient aussi consacrer des droits sociaux :
- Le droit pour tout citoyen d'exercer tout commerce, profession ou métier légal (article 7.10) ;

- Le droit à un salaire équitable (article 7.11) ;

- Le droit à la liberté de réunion pacifique et à la liberté d'association, à l'exception de l'adhésion à des associations préjudiciables à la paix et à l'unité du pays (article 7.12) ;
- Le droit de ne pas être contraint d'adhérer à une association (article 7.12) ;

- Le droit à la propriété intellectuelle et aux droits d'auteur, toute personne ayant droit aux intérêts matériels résultant de toute production scientifique, littéraire ou artistique dont elle est l'auteur ou le créateur (article 7.13).

Enfin, la Constitution consacre aussi des droits collectifs et relatifs à la transparence démocratique, tels que le droit à l'information (article 7.3).
Afin de faire respecter les droits fondamentaux garantis par la Constitution, cette dernière prévoit que toute personne au Bhoutan a le droit d'engager une procédure appropriée devant la Cour suprême ou la Haute Cour pour faire respecter les droits conférés par l'article 7, sous réserve de la restriction raisonnable ci-dessus prévue par la loi (article 7.23).

#### Les limites et restrictions constitutionnels aux droits fondamentaux
L'article 7 de la Constitution pose néanmoins aussi des limites quant à la protection des droits fondamentaux, des obstacles prévues par la Constitution ou par la loi.
Comme indiqué ci-dessus, certains droits présentent des restrictions et des limites comme le droit de propriété, qui peut être remis en question pour cause d'utilité publique et moyennant le paiement d'une juste indemnité conformément à la loi (article 7.14), et qui est contrebalancé par l'interdiction de vendre des terres ou des biens immobiliers à des non-citoyens, sauf dans les cas autorisés par le Parlement (article 7.9).
Également, l'article 22 de la Constitution précise que l'État peut soumettre des personnes à des restrictions raisonnables en vertu de la loi, lorsque cela concerne les intérêts de la souveraineté, de la sécurité, de l'unité et de l'intégrité du Bhoutan ; les intérêts de la paix, de la stabilité et du bien-être de la nation ; les intérêts des relations amicales avec les États étrangers ; en cas d'incitation à une infraction pour des raisons de race, de sexe, de langue, de religion ou de région ; en cas de divulgation d'informations reçues concernant les affaires de l'État ou dans l'exercice de fonctions officielles ; ou les droits et libertés d’autrui.

### Devoirs fondamentaux
L'article 8 de la Constitution définit les devoirs fondamentaux au Bhoutan.
Toutes les personnes doivent respecter le drapeau national et l'hymne national.
Les citoyens bhoutanais doivent préserver, protéger et défendre la souveraineté, l’intégrité territoriale, la sécurité et l’unité du Bhoutan et doivent ainsi effectuer le service national lorsqu'ils sont invités à le faire par le Parlement (article 8.1).
Les citoyens ont également le devoir de préserver, protéger et respecter l'environnement, la culture et le patrimoine de la nation (article 8.2) ; et de favoriser la tolérance, le respect mutuel et l'esprit de fraternité entre tous les habitants du Bhoutan, transcendant les diversités religieuses, linguistiques, régionales ou sectorielles (article 8.3).
Toute personne doit respecter le drapeau national et l'hymne national (article 8.4).
Personne ne doit tolérer ou participer à des actes d'agression, de torture ou de meurtre, de terrorisme, de maltraitance de femmes, d'enfants ou de toute autre personne, et chacun doit prendre les mesures nécessaires pour empêcher de tels actes (article 8.5).
Chacun a la responsabilité de porter assistance, dans toute la mesure du possible, aux victimes d'accidents et en cas de catastrophe naturelle (article 8.6) ; de sauvegarder les biens publics (article 8.7) ; et de payer les impôts conformément à la loi (article 8.8).
Enfin, toute personne a le devoir de faire respecter la justice et d'agir contre la corruption (article 8.9), d'agir au profit de la loi (article 8.10) ; et de respecter les dispositions de la Constitution (article 8.11).

### Politique de l'État
L'article 9 définit les principes de la politique de l'État. Selon le langage de la Constitution, certaines dispositions du mandat sont obligatoires, tandis que d'autres énumérées à l'article 9 sont simplement à titre de recommandation, précisant que « l'État doit s'efforcer » de remplir certaines garanties.

#### Politique sociale, éducative et culturelle
La Constitution dispose tout d'abord des principes généraux vers lesquels doit s'orienter la politique sociale de l'État et qui font la particularité du royaume du Bhoutan. L'ensemble des principes présents dans l'article 9 renvoient en particulier aux droits fondamentaux énoncés à l'article 7 voire les développe.
Ainsi, l'État doit s'efforcer d'assurer une bonne qualité de vie à la population, telle qu'elle est attendue dans « un pays progressiste et prospère, engagé en faveur de la paix et de l'amitié dans le monde » (article 9.1). Dans ce cadre, la Constitution mentionne que l'État doit rechercher la croissance du bonheur national brut, un indice original utilisé exclusivement par le Bhoutan servant à mesurer le bonheur et le bien-être de la population du pays et qui se veut une définition du niveau de vie en des termes plus globaux que le produit national brut (PNB) (article 9.2).
Également, l'État doit s'efforcer de créer une société civile libre d'oppression, de discrimination et de violence, basée sur l'État de droit, sur la protection des droits humains, et d'assurer les libertés et droits fondamentaux du peuple (article 9.3). Plus largement, la Constitution mentionne la nécessité de créer des conditions permettant de développer le bien et une société basée sur la compassion, les valeurs humaines universelles et en particulier celles du bouddhisme (article 9.20) et de faire de la promotion de la coopération entre les nations, du respect du droit international et de la paix des objectifs (article 9.24). La notion de principes de la politique de l'État, dans le langage de la Constitution, est ainsi large et constitue un objectif de société dans son ensemble.
La Constitution détaille ensuite des principes de politique publique dans de nombreux domaines, telles que les communications, l'État devant protéger toutes les communications en particulier téléphoniques, électroniques et postales (article 9.4) ; ou encore la justice, qui doit être juste, transparente et respecter des procédures (article 9.5) et qui doit faire l'objet d'une aide étatique à destination de ceux qui pourraient ne pas y avoir accès pour des raisons économiques ou de handicap (article 9.6).
La Constitution dispose aussi de principes de politiques publiques portant sur l'éducation. L'État doit ainsi s'efforcer de fournir une éducation destinée à accroître les connaissances, les valeurs et les compétences de toute la population (article 9.15) ; Et cette éducation doit être, dans la mesure du possible, gratuite pour tous les enfants jusqu'à l'âge de 10 ans. L'État doit également veiller à ce que l'enseignement technique et professionnel, ainsi que l'enseignement supérieur soit également accessible à tous sur la base du mérite (article 9.16).
Des principes sont ensuite consacrées pour des politiques publiques à destination des femmes, et plus largement de la sphère familiale. En effet, l'État doit s'efforcer de prendre des mesures appropriées afin d'éliminer la discrimination et l'exploitation des femmes, notamment le trafic, la prostitution, les abus, la violence, le harcèlement et l'intimidation dans les sphères publiques et privées (article 9.17) ; Il doit s'efforcer de prendre des mesures appropriées pour assurer la protection des enfants contre les discriminations et l'exploitation, notamment le trafic, la prostitution des mineurs, les abus, la violence, la maltraitance et l'exploitation économique (article 9.18) ; ces principes étant considérés comme fondamentaux pour la vie de la communauté et l'intégrité de la structure familiale (article 9.19).
Des principes concernant la politique de santé publique sont également prévues par la Constitution : l'État doit fournir un accès gratuit aux services de santé publique de base en médecine moderne et traditionnelle (article 9.21) ; et d'assurer une assistance des citoyens en cas de maladie, de handicap ou de manque de moyens corrects de subsistance (article 9.22).
Enfin, la Constitution prévoit des principes de politiques publiques dans le domaine culturel : l'État doit encourager la libre participation à la vie culturelle de la communauté, promouvoir les arts et les sciences et favoriser l'innovation technologique (article 9.23).

#### Politique économique
La Constitution prévoit également des principes de politique publique dans le domaine économique.
Ainsi l'État doit s'efforcer de développer des politiques permettant de réduire les inégalités salariales, la concentration de la richesse et de promouvoir la distribution équitable entre les individus (article 9.7). En matière économique, les principes de la politique de l'État sont assimilables au bouddhisme-socialisme.
Par ailleurs, dans la poursuite d'un objectif de juste distribution, l'État doit, de même, s'assurer que tous les districts soient traités avec équité en fonction de leurs différents besoins afin que l'allocation des ressources nationales aboutisse à un développement socio-économique comparable (article 9.8).
Ensuite, l'État doit aussi opérer sur les marchés. Il doit s'efforcer de tendre vers l'autonomie économique et promouvoir une économie ouverte et progressive (article 9.9) ; Il doit en outre encourager et favoriser le développement du secteur privé au travers d'une juste concurrence de marché et prévenir les monopoles commerciaux (article. 9.10).
Le texte constitutionnel développe enfin des principes concernant le travail, qui pourraient être apparentés à des droits sociaux constitutionnels consacrés, à savoir le fait que l'État doit s'efforcer d'assurer le respect du droit au travail, à la formation et des conditions de travail justes et favorables (article 9.12) ; qu'il doit s'efforcer d'assurer le droit au repos et au loisir, en incluant une limitation raisonnable des heures de travail et des congés payés périodiques (article 9.13) ; et qu'il doit enfin s'efforcer d'assurer le droit à une juste et raisonnable rémunération du travail (article 9.14).
La Constitution définit, par ailleurs le rôle du gouvernement en matière de finances et d'échanges commerciaux dans son article 14. Elle autorise ainsi le gouvernement à contracter des emprunts, à accorder des subventions ou à garantir des prêts (article 14.4) ; Elle établit un cadre réglementaire pour un « Fonds consolidé » représentant les actifs publics généraux du Bhoutan (articles 14.2 et 14.3).

### Branches du gouvernement
La Constitution impose la séparation des pouvoirs législatif, exécutif et judiciaire, sauf dans la mesure prévue par la Constitution.
Le pouvoir législatif est exercé par le Parlement bicaméral du Bhoutan (articles 10-13). Le pouvoir exécutif est exercé, quant à lui, par le Lhengye Zhungtshog (conseil des ministres), dirigé par le Premier ministre et assisté par des agences gouvernementales subsidiaires. Enfin, le pouvoir judiciaire est politiquement indépendant et est exercé par la Cour royale de justice, elle-même contrôlée par la Cour suprême du Bhoutan.
Au sein de ces branches du gouvernement, seuls les membres de l'exécutif et de l'Assemblée nationale (la chambre basse du Parlement) peuvent être affiliés à un parti politique.

#### Pouvoir législatif, ses organes et son fonctionnement

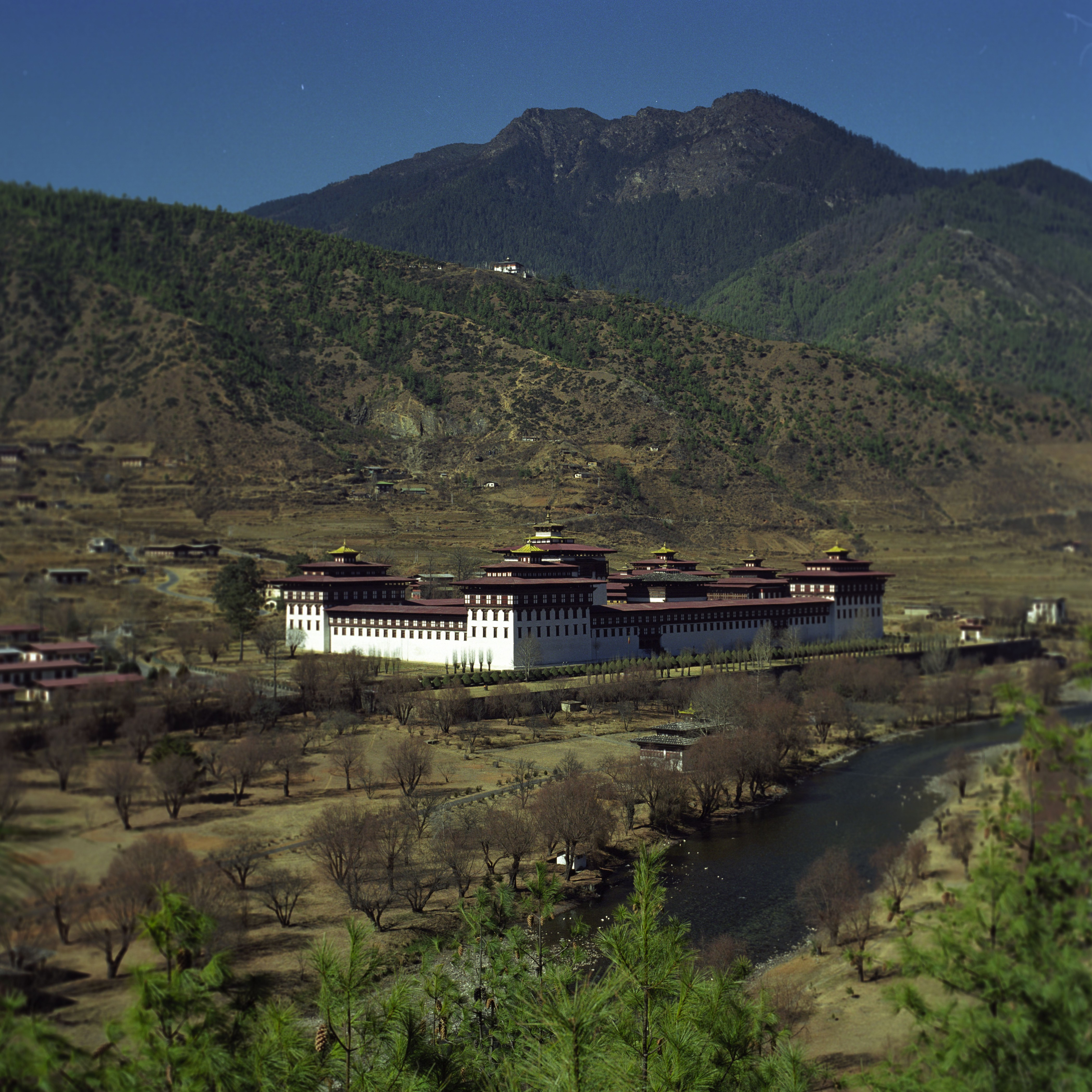
Vue de Tashichoedzong, à Thimphu, siège du gouvernement bhoutanais depuis 1952.

Le Parlement est composé du Roi, du Conseil national et de l'Assemblée nationale (article 10.1).

##### Le Conseil national du Bhoutan
Le Conseil national du Bhoutan est la chambre haute de la législature bicamérale.
En plus de ses fonctions législatives, le Conseil national agit comme une chambre de révision, apportant un second regard sur les sujets affectant la sécurité et la souveraineté du pays ainsi que les intérêts de la nation et du peuple et qui devraient être apportés à la connaissance du roi, du Premier ministre et de l'Assemblée nationale (article 11.2).
Le Conseil national se compose de 25 membres : un élu provenant de chacun des 20 Dzongkhags (districts) et 5 membres nommés par le roi (article 11.1). Le Conseil national se réunit au moins deux fois par an (article 11.6). Les membres élisent parmi eux un président et un vice-président lors de leur première séance (article 11.4). Il est, par ailleurs, interdit aux membres et candidats au Conseil national d'être affiliés à un parti politique (article 11.3).

##### L'Assemblée nationale du Bhoutan
L'Assemblée nationale du Bhoutan est la chambre basse du Parlement. Elle se compose d'un maximum de 55 membres élus directement par les citoyens des circonscriptions de chaque Dzongkhag. Dans ce système de représentation proportionnelle, chaque circonscription est représentée par un membre de l'Assemblée nationale ; chacun des 20 Dzongkhags doit être représenté par entre 2 et 7 membres (article 12.1). Les circonscriptions sont redistribuées tous les 10 ans (article 12.2). L'Assemblée nationale, lors de sa première séance, élit parmi ses membres un président et un vice-président (article 12.3) puis se réunit au moins deux fois par an (article 12.5). Contrairement aux membres et candidats au Conseil national, les députés et les candidats à l'Assemblée nationale peuvent être membres de partis politiques.

##### Les procédures législatives
La Constitution détaille les procédures d'adoption des projets de loi et d'autres exigences procédurales de gouvernance.
Tous les projets de loi peuvent être présentés en première lecture dans l'une ou l'autre chambre, sauf concernant les projets de loi monétaires et financiers qui, eux, doivent être présentés au sein de l'Assemblée nationale (article 13.2). Ces projets de loi peuvent parfois être présentés en séance conjointe des deux chambres. Un projet de loi doit, pour être adopté dans chaque chambres, réunir une majorité simple des membres de la chambre ou au moins ⅔ du total des membres présents et votants des deux chambres réunis dans le cas d'une séance conjointe (article 13.4).
Après l'adoption d'un projet de loi dans l'une des chambres, celui-ci est transmis à l'autre chambre parlementaire dans les 30 jours suivants son adoption et est examinée par celle-ci, pour une adoption définitive, durant la session parlementaire suivante. Une exception est faite pour les projets de loi budgétaire et les projets de loi urgents, qui peuvent être adoptée définitivement lors de la même session (article 13.5).
Dans le cas où le projet de loi n'était pas adopté par la deuxième chambre à laquelle il est présenté, cette dernière renvoie le projet de loi, accompagnée d'amendements et d'objectifs, pour une nouvelle délibération (article 13.7).
Le projet de loi est finalement soumis à l'approbation du souverain dans les 15 jours suivant son adoption par le Parlement. (articles 13.6 et 13.7).
Dans le cas où la chambre refuserait d'incorporer les amendements et objections de la deuxième chambre après un rejet de cette dernière, le projet de loi est transmis au roi, qui convoque une séance conjointe des deux chambres parlementaires afin de délibérer sur le texte (article 13.8).
Les projets de loi peuvent aussi être adoptés par défaut sans vote dans le cas où la seconde chambre parlementaire n'organise aucun vote avant la clôture de la session en cours (article 13.9).
Après l'adoption définitive du projet de loi, avec ou sans vote, celui-ci est finalement soumis à l'approbation du souverain dans les 15 jours suivant son adoption par le Parlement (articles 13.6 et 13.7). Le roi peut exercer son droit de veto et présenter des amendements et objections au projet de loi, avant de le renvoyer au Parlement qui délibère en séance conjointe (articles 13.10) et qui le soumet de nouveau à l'approbation du monarque (article 13.11).
Le projet de loi n'obtient force de loi qu'avec l'accord du souverain (article 13.1).

##### Les relations entre le Parlement et le pouvoir exécutif
Le Parlement dispose également de pouvoirs de destitution et de censure, autorisés par la Constitution.
Il vote, en séance conjointe, la motion entraînant la destitution du souverain en cas de violation de la Constitution par ce dernier ou d'incapacité mentale (articles 2.20 - 2.25).
Également, l'Assemblée nationale peut présenter une motion de censure, avec le soutien ⅓ des membres (article 17.6). Elle est adoptée si elle recueille le vote d'au moins ⅔ de la chambre parlementaire et le roi doit en conséquence prononcer la démission du gouvernement (article 17.7). Enfin, le Parlement peut démettre de ses fonctions (impeachment) toute personne titulaire d'une charge constitutionnelle (article 32.1) telle que définie et listée dans l'article 31 de la Constitution.
L'Assemblée nationale peut faire l'objet d'une dissolution, contrairement au Conseil national. Cette dissolution peut subvenir à la suite de l'adoption de la motion de censure contre le gouvernement, mais également par ordre royal, sur recommandation du Premier ministre (article 10.24). L'Assemblée nationale peut également être dissoute si le parti majoritaire fait lui-même l'objet d'une dissolution (article 15.12).
La Constitution définit enfin les droits et devoirs du parti d'opposition au Parlement (article 18) et établit un cadre pour la formation, le fonctionnement et la dissolution des gouvernements provisoires (article 19).

#### Pouvoir exécutif, ses organes et son fonctionnement
Le pouvoir exécutif est exercé par le Lhengye Zhungtshog (Conseil des ministres ou Cabinet), composé des ministres, dirigé par le Premier ministre, et qui constitue le gouvernement du royaume. Le nombre de ministères n'est pas directement déterminé par la Constitution mais par le Parlement, selon ce qui est nécessaire pour une bonne gouvernance (article 20.2).
À la suite des élections générales, le roi doit reconnaître comme Premier ministre le candidat du parti qui remporte la majorité des sièges à l'Assemblée nationale (article 17.1) et nommer les ministres sur proposition de celui-ci, parmi les membres de l'Assemblée (article 17.3), à raison d'une limite de deux ministres par district (article 17.5).
Le Premier ministre et les ministres doivent être citoyens bhoutanais de naissance (article 17.4), et le Premier ministre ne peut exercer plus de deux mandats (article 17.2).
Selon la Constitution, le gouvernement a pour mission principale de protéger et renforcer la souveraineté du royaume, garantir une bonne gouvernance et assurer la paix, la sécurité, le bien-être et le bonheur du peuple (article 20.1).
Dans ce cadre, le Lhengye Zhungtshog doit aider et conseiller le roi dans l'exercice de ses fonctions de chef de l'État, y compris dans les affaires internationales (article 20.3). Le Premier ministre doit tenir le roi informé des affaires de l'État, y compris les affaires internationales, et doit soumettre les informations et dossiers requis par le roi (article 20.4).
Enfin, le Lhengye Zhungtshog doit évaluer la situation des affaires du gouvernement et de la société, à l'intérieur et à l'extérieur ; définir les objectifs de l'action de l'État et déterminer les ressources nécessaires pour les atteindre ; planifier et coordonner les politiques gouvernementales et assurer leur mise en œuvre ; et représenter le royaume au pays et à l’étranger (article 20.5).
À la mesure de ces missions, le Lhengye Zhungtshog est collectivement responsable devant le roi et le Parlement (article 20.7). Il doit également respecter la supériorité de la loi en ne pouvant émettre aucun décret, circulaire, règle ou notification incompatible avec, modifiant, variant ou remplaçant les lois du Bhoutan (article 20.8).

#### Le pouvoir judiciaire, ses organes et son fonctionnement
L'article 21 concerne le pouvoir judiciaire. Le devoir du pouvoir judiciaire du Bhoutan est de sauvegarder, faire respecter et administrer la justice de manière équitable et indépendante, sans crainte, faveur ou retard injustifié, conformément à l'État de droit, afin d'inspirer la confiance et d'améliorer l'accès à la justice (article 21.1).
L'autorité judiciaire du Bhoutan est exercée par la Cour royale de justice, comprenant la Cour suprême, la Haute Cour, les tribunaux de Dzongkhag, les tribunaux de Dungkhag et les autres cours et tribunaux qui peuvent être établis par le roi sur la recommandation de la Commission judiciaire nationale (article 21.2).
Le roi nomme la plupart des membres du pouvoir judiciaire supérieur : le juge en chef du Bhoutan et les Drangpons (juges associés) de la Cour suprême ; le juge en chef et les Drangpons de la Haute Cour. Ces nominations judiciaires sont faites parmi les pairs des postes vacants, les jeunes mais aussi les éminents juristes disponibles, en consultation avec la Commission judiciaire nationale (ci-dessous) (articles 21.4, 21.5, 21.11 et 21.12).
Les juristes de la Cour de Dungkhag ne sont pas nommés par le roi.
La Constitution reconnaît à toute personne le droit de saisir tribunaux pour toute question découlant de la Constitution ou d'autres lois soumises à la garantie des droits fondamentaux (article 21.18).
De son côté, la Cour suprême et la Haute Cour peuvent émettre les déclarations, ordonnances, instructions ou brefs qui peuvent être appropriés dans les circonstances de chaque cas (article 21.10).

##### La Cour suprême du Bhoutan
La Cour suprême du Bhoutan, qui comprend le juge en chef et quatre Drangpons (juges associés), est la plus haute autorité d'appel chargée de connaître des appels contre les jugements, ordonnances ou décisions de la Haute Cour dans toutes les matières (article 21.7). Elle est ce que la Common Law appelle une cour d'archives (article 21.3).
Le juge en chef et les Drangpons de la Cour suprême, sont nommés par le roi sur recommandation de la commission judiciaire nationale (articles 21.4 et 21.5). Le mandat du juge en chef est de cinq ans (ou jusqu'à l'âge de 65 ans), et celui des Drangpons de la Cour suprême est de dix ans (ou jusqu'à 65 ans) (article 21.6).
Lorsqu'une question de droit ou de fait est d'une telle nature et d'une telle importance publique qu'il est opportun d'obtenir l'avis de la Cour suprême, le roi peut soumettre la question à son examen (article 21.8). La Cour suprême peut également, de sa propre initiative ou sur requête du procureur général du Bhoutan ou d'une partie à une affaire, se saisir de toute affaire en cours devant la Haute Cour impliquant une question de droit substantielle d'importance générale relative à l'interprétation de la présente Constitution et régler l'affaire elle-même (article 21.9).

##### La Haute Cour du Bhoutan
La Haute Cour du Bhoutan, qui comprend un juge en chef et huit Drangpons (juges associés), est la cour d'appel des cours et tribunaux de Dzongkhag pour toutes les questions et exerce sa compétence de première instance dans les affaires ne relevant pas de la compétence des cours et tribunaux de Dzongkhag (article 21.14).
Le juge en chef et les Drangpons de la Haute Cour du Bhoutan sont également nommés par le roi, sur recommandation de la commission judiciaire nationale (articles 21.11 et 21.12). La durée du mandat du juge en chef et des Drangpons de la Haute Cour est de 10 ans (ou jusqu'à l'âge de 60 ans) (article 21.13).
Les juges des tribunaux de Dzongkhag et de Dungkhag ne sont, quant à eux, pas nommés par le roi.

##### La Commission judiciaire nationale et les relations avec les autres pouvoirs
La Constitution prévoit toutefois que, sur ordre du roi et sur recommandation de la Commission judiciaire nationale, les juges de la Cour suprême et de la Haute Cour peuvent être punis de censure et de suspension pour une mauvaise conduite avérée qui ne mérite pas que l'auteur soit démis de ses fonctions (article 21.15). Par ailleurs, par la loi, le Parlement peut créer des tribunaux administratifs impartiaux et indépendants ainsi que des centres de règlement alternatif des litiges (article 21.16).
La Commission judiciaire nationale comprend le juge en chef de la Cour suprême ; le drangpon le plus expérimenté de la Cour suprême ; le président de la Commission législative de l'Assemblée nationale ; et le procureur général, tous nommés par le roi (article 21.17).

### Gouvernements locaux
- Ouest

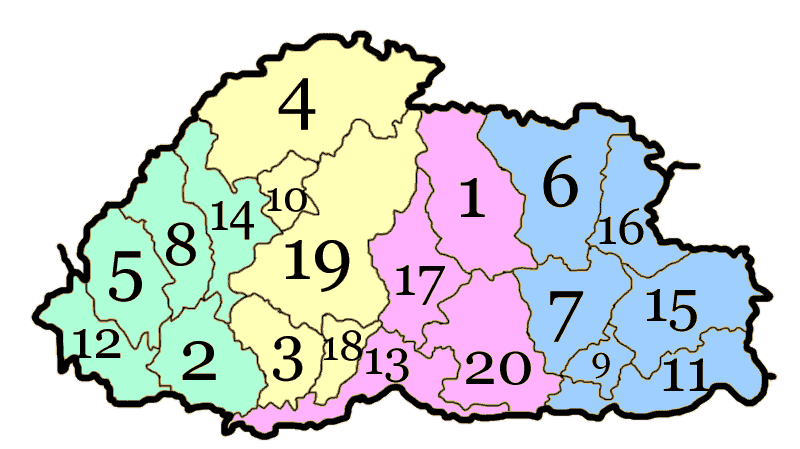
Auparavant, les Dzongkhags étaient regroupés en quatre zones (dzongdey), Est, Sud, Centre et Ouest. Ce regroupement n'est plus en vigueur aujourd'hui.
Ouest

L'article 22 établit des gouvernements locaux « décentralisés et [...] élus pour faciliter la participation directe de la population au développement et à la gestion de son propre bien-être social, économique et environnemental » (article 22.1).
Les objectifs de tous les gouvernements locaux sont de garantir que les intérêts locaux sont pris en compte dans la sphère nationale de gouvernance en offrant un forum de réflexion publique sur les questions affectant le territoire local (article 22.3) ; de fournir un gouvernement démocratique et responsable aux communautés locales ; d'assurer la fourniture de services aux communautés de manière durable ; d'encourager l'implication des communautés et des organismes communautaires en matière de gouvernance locale; et de s'acquitter de toute autre responsabilité qui peut être prescrite par la loi adoptée par le Parlement (article 22.4).
Les gouvernements locaux reçoivent des ressources financières du gouvernement sous la forme de subventions annuelles pour garantir leur autonomie et pour promouvoir un développement local et planifié. La Constitution autorise aussi les gouvernements locaux à prélever, collecter et s'approprier les taxes, droits, péages et frais conformément aux procédures prévues par la loi du Parlement. Les gouvernements locaux ont enfin également le droit de posséder des actifs et d'engager des dettes en empruntant pour leur propre compte, sous réserve des limitations qui peuvent être prévues par la loi du Parlement (article 22.18).
La Constitution divise l'échelle du gouvernement local en trois niveaux (article 22.2) : le Dzongkhag Tshogdu (Conseil de district au niveau local le plus élevé), le Gewog Tshogde (Comité de comté au niveau local intermédiaire) et le Thromde Tshogde (Comité municipal au niveau le plus local). Chaque organe siège pour un mandat de cinq ans (article 22.21).

#### Les Districts (Dzongkhags)
Il existe 20 Dzongkhags (districts) dans tout le Bhoutan, chacun dirigé par un Dzongdag nommé par le roi comme chef de l'exécutif assisté par des fonctionnaires (article 22.20).
Chaque Dzongkhag est également représenté par un Dzongkhag Tshogdu (Conseil de district).
L'adhésion au Dzongkhag Tshogdu dépend du nombre de Gewogs (comtés) au sein du Dzongkhag. Chaque Gewog est représenté au Tshogdu par deux membres, son Gup (chef du Gewog) et son Mangmi (adjoint). Deux autres membres du Tshogdu sont un élu du Dzongkhag Thromde (municipalité de district) et un élu du Dzongkhag Yenlag Thromde (villes satellites) (article 22.6).
Le Dzongkhag Tshogdu élit un président parmi ses membres et se réunit au moins deux fois par an (articles 22.11 et 22.12).
Les Dzongkhags sont divisés en Gewogs (comtés ou blocs), au nombre de 205 dans tout le Bhoutan.

#### Les Comtés (Gewogs)
Chaque Gewog est représenté par un Gewog Tshogde (Comité de comté), dirigé par un Gup (chef du Gewog) et un Mangmi (adjoint), tous deux directement élus par les citoyens (article 22.7).
Les Gewogs sont à leur tour subdivisés en Chiwogs, des circonscriptions électorales (article 22.7).
D'autres Tshogpas (représentants) sont élus directement par les citoyens des Chiwogs. Les membres de chaque Gewog Tshogdedoivent comprendre entre 7 et 10 membres et se réunir au moins trois fois par an (articles 22.10 et 22.12). Leur mandat est de cinq ans (article 22.21).

#### Les municipalités (Thromdes)
Au niveau le plus local, un Thromde Tshogde (Comité municipal) est dirigé par un Thrompon (Maire), élu directement par les électeurs du Dzongkhag Thromde. Les pouvoirs et fonctions du Thrompon sont définis par le Parlement (article 21.8).
Les autres membres du Thromde Tshogde sont élus directement par les citoyens répartis en circonscriptions (article 21.9). Comme le Gewog Tshogde, le Thromde Tshogde doit comprendre entre 7 et 10 membres et se réunir au moins trois fois par an (articles 22.10 et 22.12). Le mandat de ses membres est de cinq ans (article 22.21).
La Constitution établit un quorum des ⅔ nécessaire pour pouvoir tenir une séance au niveau d'un gouvernement local. (article 22.13). Il définit également la procédure électorale locale en termes de lois électorales parlementaires. En particulier, les candidats et les membres des gouvernements locaux ne peuvent adhérer à un parti politique (article 22.17).

### Partis politiques
L'article 15 établit un cadre réglementaire pour les partis politiques.
La Constitution définit un objectif qui doit être suivi par les partis politiques, à savoir promouvoir l’unité nationale et le développement économique progressif et s’efforcer d’assurer le bien-être de la nation (articles 15.1 et 15.2). En conséquence, les partis politiques ont l'interdiction de faire appel au régionalisme, à l’appartenance ethnique et à la religion pour inciter les électeurs à obtenir des gains électoraux (article 15.3).
Chaque parti politique doit être enregistré par la Commission électorale. Cet enregistrement est conditionné à plusieurs critères (article 15.4) : 
- Les membres du parti doivent être des citoyens bhoutanais et leur adhésion ne soit pas être basée sur la région, le sexe, la langue, la religion ou l'origine sociale ;
- Le parti doit être largement représentatif, avec une adhésion et un soutien transnationaux ;
- Le parti doit s'engager en faveur de la cohésion et de la stabilité nationales ;
- Les membres du parti doivent faire serment d'allégeance à la Constitution et défendre la souveraineté, la sécurité et l’unité du royaume ;
- En outre, le parti doit faire progresser la démocratie et la croissance sociale, économique et politique du Bhoutan.

Les partis politiques ont pour vocation d'obtenir des sièges à l'Assemblée nationale, la seule élection partisane du pays. Celle-ci est limitée à deux partis politiques. En effet, des éléctions primaires sont organisées auxquelles tous les partis politiques enregistrés peuvent participer, afin de déterminer les deux partis qui s'opposeront lors des élections générales (articles 15.5 - 15.7). Lors des élections générales, le parti qui remporte le plus de sièges est déclaré comme étant le parti au pouvoir, le parti adverse devenant le parti d'opposition (article 15.8).
Cette situation demeure jusqu'à la fin du mandat parlementaire, sauf dans le cas où un siège deviendrait vacant et serait gagné par le parti d'opposition, inversant le nombre majoritaire à son profit. Le parti d'opposition deviendrait alors le parti au pouvoir (article 15.8). Autrement, la défection d'un parti à un autre est interdite aux membres en exercice (article 15.10).
La Constitution prévoit des restrictions et des interdictions pour les partis politiques. Il leur est notamment interdit de recevoir de l'argent ou de l'aide autre que les contributions apportées par leurs membres enregistrés, et la valeur de ces contributions est, par ailleurs, réglementée par la Commission électorale (article 15.4).
De plus, il est interdit aux partis de recevoir de l'argent ou de l'aide de sources étrangères, qu'il s'agisse d'organisations gouvernementales, non gouvernementales, privées ou de partis ou de particuliers (article 15.4).
Ces interdictions conditionnent l'enregistrement du parti politique auprès de la Commission électorale, mais peuvent également conduire à la dissolution du parti, sur déclaration de la Cour suprême. De même, le parti peut être dissous si ses activités vont à l'encontre des dispositions de la Constitution ; s'il est hors la loi du point de vue de la législation ; ou s'il viole les lois électorales (article 15.11).
Enfin, le Parlement réglemente la formation, les fonctions, les normes éthiques et l'organisation intra-partis des partis politiques et vérifie régulièrement leurs comptes pour garantir le respect de la loi (article 15.16).
L'article 16 de la Constitution définit ensuite les règles du financement public des campagnes.

### Élections
L'article 23 définit les exigences constitutionnelles pour les élections au Bhoutan. La Constitution prévoit le suffrage universel au scrutin secret de tous les citoyens âgés de plus de 18 ans qui sont inscrits au registre civil de leur circonscription depuis au moins un an et qui ne sont pas « autrement disqualifiés du droit de vote en vertu d'une loi en vigueur au Bhoutan ». Pour voter, les citoyens bhoutanais doivent fournir leur carte de citoyenneté (article 23.2).
Le Parlement prend, par la loi, des dispositions pour toutes les questions liées aux élections, y compris le dépôt de pétitions électorales contestant les élections au Parlement et aux gouvernements locaux, le Code de conduite pour les partis politiques, le déroulement de la campagne électorale ainsi que toutes les autres questions nécessaires à la bonne constitution des chambres du Parlement et des gouvernements locaux (article 23.7).
Afin de permettre à l'électeur de faire un choix éclairé, les candidats à un poste électif doivent déposer, avec leur candidature, un affidavit déclarant : les revenus et les actifs des candidats, des conjoints et des enfants à charge ; les données biographiques et les diplômes ; les extraits de casiers judiciaires concernant les condamnations pénales ; et si les candidats sont accusés dans une affaire en cours pour une infraction passible d'une peine d'emprisonnement de plus d'un an et pour laquelle des accusations sont formulées ou une connaissance est prise par un tribunal avant la date de dépôt d'une telle candidature (article 23.6).
Pour pouvoir prétendre à un poste électif, les candidats doivent respecter certains critères (article 23.3) : 
- Être citoyens bhoutanais ;
- Être électeur dans leur propre circonscription ;
- Être âgé de 25 à 65 ans au moment de la candidature ;
- Ne pas avoir reçu d'argent ou d'assistance de quelque nature que ce soit de sources étrangères ;
- Et remplir les conditions scolaires et autres qualifications prescrites dans les lois électorales.

Un candidat qui se présente à une fonction élective, ou un titulaire d'une charge publique, peut être disqualifié dans les cas suivants (article 23.4) : 
- Lorsqu'il a conclu un mariage avec une personne qui n'est pas citoyenne bhoutanaise ;
- Lorsqu'il est licencié de la fonction publique ;
- Lorsqu'il est reconnu coupable d'une infraction pénale et condamné à une peine d'emprisonnement ;
- Lorsqu'il est en retard de paiement d'impôts ou d'autres cotisations envers le gouvernement ;
- Lorsqu'il n'a pas déposé de comptes de dépenses électorales dans les délais et de la manière requis par la loi, sans motif valable ni justification ;
- Lorsqu'il occupe toute fonction lucrative au sein du gouvernement, des entreprises publiques ou des sociétés telles que prescrites dans les lois électorales ;
- Ou lorsqu'il est disqualifié en vertu de toute loi adoptée par le Parlement.

Les disqualifications sont jugées par la Haute Cour sur requête électorale déposée conformément à la loi adoptée par le Parlement (article 23.5).

### Audits et commissions
La Constitution prévoit plusieurs organismes gouvernementaux indépendants analogues aux agences. En vertu de l'article 2, section 19 (ci-dessus), le roi nomme les membres de ces agences sur avis du gouvernement civil, à savoir le Premier ministre, le juge en chef du Bhoutan, le président, le président du Conseil national et le chef du Parti d'opposition (articles 2.19). La durée de chaque poste est de 5 ans.

#### La Commission électorale
La Commission électorale est une commission indépendante responsable de la préparation, de la tenue et de la mise à jour périodique des listes électorales, du calendrier électoral, de la supervision, de la direction, du contrôle et du déroulement des élections au Parlement et aux gouvernements locaux, ainsi que de la tenue des référendums nationaux (article 24.1). Elle est également responsable de la délimitation des circonscriptions pour l'élection des membres du Parlement et des gouvernements locaux (article 24.4). Elle fonctionne conformément aux lois électorales énoncées par le Parlement et elle est composée d'un commissaire en chef des élections, et de deux commissaires électoraux, nommés par le roi pour un mandat de 5 ans, sur une liste proposée conjointement par le Premier ministre, le juge en chef du Bhoutan, le président de l'Assemblée, le président du Conseil national et le chef du parti d'opposition (articles 24.2 et 24.3).

#### L'Autorité royale de contrôle
L'Autorité royale de contrôle est une autorité indépendante chargée de vérifier les comptes de tous les départements et bureaux du gouvernement, et partout où des fonds publics sont utilisés, y compris la police et les forces de défense (articles 25.1 et 25.4).
Elle est présidée par le Contrôleur général, une autorité nommée par le roi, pour un mandat de 5 ans, sur une liste proposée conjointement par le Premier ministre, le juge en chef du Bhoutan, le président de l'Assemblée, le président du Conseil national et le chef du parti d'opposition (articles 25.2 et 25.3).
Dans le cadre de ses missions, le Contrôleur général un rapport annuel d'audit au roi, au Premier ministre et au Parlement (article 25.5). Le Parlement nomme alors une commission des comptes publics, composé de cinq parlementaires réputés pour leur intégrité, chargée d'examiner et de faire un rapport au Parlement sur l'audit annuel du Contrôleur général et sur tout autre rapport présenté par lui (article 25.6).
L'Autorité royale de contrôle doit fonctionner conformément à l'Audit Act (article 25.7).

#### La Commission royale de la fonction publique
La Commission royale de la fonction publique a pour mission de former, de placer et de promouvoir des fonctionnaires de qualité au sein de l'administration (article 26.1) ; d'assurer que la fonction publique est éthique et intègre dans sa gouvernance et dans la mise en œuvre des politiques publiques et des programmes gouvernementaux (article 26.4) ; de s'assurer que des règles uniformes assurent la promotion du mérité et l'équité concernant le recrutement, les nominations, la formation et l'avancement des fonctionnaires ; et enfin de s'assurer que les fonctionnaires aient accès à la justice administrative contre les décisions de l'administration (article 26.6).
La Commission est composée d'un président et de quatre autres membres, nommés par le roi, pour un mandat de 5 ans, sur une liste proposée conjointement par le Premier ministre, le juge en chef du Bhoutan, le président de l'Assemblée, le président du Conseil national et le chef du parti d'opposition (articles 26.2 et 26.3).
Elle dispose également d'un secrétariat permanent (article 26.8) et présente un rapport annuel sur ses politiques publiques et ses performances au souverain et au Premier ministre (article 26.9).
La Commission doit fonctionner conformément au Civil Service Act (article 26.10).

#### La Commission de lutte contre la corruption
La Commission de lutte contre la corruption est une autorité indépendante ayant pour mission de participer à la prévention et à la lutte contre la corruption au sein du pays (article 27.1). Elle transmet ainsi un rapport annuel au roi, au Premier ministre et au Parlement (article 27.4). Ses conclusions servent de support pour les poursuites inviduelles menées par le bureau du procureur général du Bhoutan et soumises aux tribunaux (article 27.5).
Cette commission est dirigée par un président et comprend deux membres, qui sont nommés par le roi, pour un mandat de 5 ans, sur une liste proposée conjointement par le Premier ministre, le juge en chef du Bhoutan, le président de l'Assemblée, le président du Conseil national et le chef du parti d'opposition (articles 27.1 à et 27.3).
La Commission doit fonctionner conformément au Anti-Corruption Act (article 27.6).

### Défense
La Constitution, dans son article 28, définit les différents corps et milices, leur rôle et les objectifs de l'appareil de défense bhoutanais.
Elle dispose que le roi est le commandant en chef suprême des Forces armées et de la Milice (article 28.1).
Elle établit trois corps de défense (articles 28.2 et 28.3) : 
- La Garde royale, qui est responsable de la sécurité du souverain ;
- L'Armée royale du Bhoutan, qui constitue une armée professionnelle permanente pour la défense contre les menaces envers la sécurité nationale ;
- La Police royale du Bhoutan, qui constitue une force de sécurité entraînée, sous l'égide du ministère de l'Intérieur, et responsable du respect de la loi et du maintien de l'ordre ainsi que de la prévention du crime.

Le Parlement peut exiger un service obligatoire dans la milice pour les citoyens adultes afin de renforcer la défense du Bhoutan (article 28.4).
Par ailleurs, la Constitution autorise le gouvernement à recourir à la force militaire contre des États étrangers mais uniquement en cas de légitime défense ou dans le but de maintenir sa sécurité, son intégrité territoriale et sa souveraineté (article 28.6).

### Charges publiques et sujets connexes

#### Le Procureur général du Bhoutan
La Constitution, dans son article 29, définit le rôle du procureur général.
Le procureur général est une charge autonome et qui porte d'importantes responsabilités relatives à l'autorité du gouvernement (article 29.1). Il fait office d'aide juridique et de représentant légal du gouvernement et a ainsi le droit de comparaître devant n'importe quel tribunal (articles 29.3 et 29.4). Il a également le pouvoir d'instituer, d'initier ou de retirer toute affaire judiciaire, conformément à la loi, et a le droit d'apparaître et d'exprimer des opinions sur n'importe question légale au Parlement (articles 29.5 et 29.6).
Chaque année, le procureur général transmet un rapport annuel au souverain et au Premier ministre (article 29.7).
Le procureur général est nommé par le roi sur avis du Premier Ministre et son bureau doit fonctionner en accord avec le Office of the Attorney General's Act (articles 29.2 et 29.8).

#### La Commission des salaires
La Constitution prévoit également une Commission des salaires. Celle-ci fonctionne de manière autonome et recommande au gouvernement les réformes structurelles liées au salaire, indemnités, bénéfices et autres émoluments de la fonction publique royale, du système judiciaire, des membres du Parlement et des gouvernements locaux, des titulaires et des membres des offices constitutionnels et de tout autre fonctionnaire. Elle est constituée occasionnellement et dirigée par un président nommé sur avis du Premier ministre. Pour être mises en place, l'ensemble de ses recommandations doit cependant être approuvé par le conseil des ministres (Lhengye Zhungtshog) et peut également faire l'objet de modifications par le Parlement. Son président est nommé par le roi sur avis du Premier ministre (articles 2 et 30.1 à 30.3).

#### Les charges constitutionnelles
La Constitution impose des exigences aux titulaires de fonctions constitutionnelles. Les magistrats nommés et les présidents des commissions de lutte contre la corruption, de la fonction publique et électorale sont titulaires de fonctions constitutionnelles. Les titulaires de ces fonctions doivent être des citoyens naturels du Bhoutan et ne doivent pas être mariés à des non-citoyens. Après un mandat de cinq ans, ils ne sont plus rééligibles (article 31).
L'article 32 énonce, quant à lui, la loi concernant la destitution des fonctionnaires.

### Urgence nationale, référendum national et autorité textuelle
L'article 33 énonce des plans en cas d'urgence nationale.
L'article 34 énonce les lignes directrices pour le déroulement d'un référendum national.
L'article 35 contient des dispositions concernant l'amendement constitutionnel et l'autorité de la version Dzongkha de la Constitution.

### Annexes et glossaire

Emblème national du Bhoutan